# Ryo Takahashi (2000)
Ryo Takahashi (高橋 亮 Takahashi Ryo?, Tokio, 11 de julio de 2000) es un futbolista japonés que juega como defensa en el Albirex Niigata Singapur.

## Trayectoria

### Clubes
| Club                     | País     | Año   |
| ------------------------ | -------- | ----- |
| F. C. Tokyo sub-23       | Japón    | 2018  |
| Albirex Niigata Singapur | Singapur | 2023- |